# آفتاب‌سوختگی (ترانه)
«آفتاب‌سوختگی» (به انگلیسی: Sunburn) یک تک‌آهنگ از میوز است. این تک‌آهنگ در آلبوم شوبیز (آلبوم) قرار داشت.